# Port lotniczy Kokczetaw
Port lotniczy Kokczetaw (kaz. Halyqaralyq Kókshetaý Áýejaıy, kod IATA: KOV, kod ICAO: UACK) – międzynarodowy port lotniczy w Kokczetawie w Kazachstanie. Zostało otwarte w 1945.

## Kierunki lotów i linie lotnicze
| Linia lotnicza | Kierunek             |
| -------------- | -------------------- |
| Qazaq Air      | 1. Ałmaty            |
| SCAT Airlines  | 1. Aktau 2. Szymkent |

## Ruch pasażerski
| Rok  | Liczba obsłużonych pasażerów | % Zmiana w stosunku do roku poprzedniego |
| ---- | ---------------------------- | ---------------------------------------- |
| 2012 | 2 353                        | 10.1%                                    |
| 2013 | 7 401                        | 214.5%                                   |
| 2014 | 3 064                        | 58.6%                                    |
| 2015 | 17 497                       | 471.1%                                   |
| 2016 | 14 213                       | 18.8%                                    |
| 2017 | 22 016                       | 15.6%                                    |
| 2018 | 21 427                       | 2.7%                                     |